# Jesús Alí de la Torre
Jesús Alí de la Torre (Villahermosa, Tabasco, 12 de abril de 1963). También conocido como Chucho Alí, es un político mexicano. Ha representado a Tabasco como diputado federal y local, y ha sido candidato en dos ocasiones a gobernador de Tabasco, en las elecciones locales del año 2012 y 2018. Se convirtió en el primer candidato independiente a gobernador de Tabasco en el año 2018.

## Estudios
Dentro de su formación profesional, obtuvo la Licenciatura en Relaciones Internacionales en la Universidad de las Américas, graduado con Mención Honorífica. Formación que ha seguido complementando con estudios posteriores como son, cursos de Especialización en Derecho Constitucional y en Derecho Electoral, en la Universidad Nacional Autónoma de México (UNAM); estudios en Administración Municipal en la Universidad Iberoamericana; sobre Participación Ciudadana-Política y Electoral en el Instituto Tecnológico de monterrey; Diplomado en Administración y Prácticas Parlamentarias por el Instituto Nacional de Administración Pública (INAP) y Diplomado en Derecho Energético por la Escuela Libre de Derecho.

## Cargos públicos
Jesús Alí sirvió como diputado de la LVIII Legislatura del Congreso mexicano representando a Tabasco,del año 2000 al 2003; posteriormente fue diputado local en la LIX legislatura en el periodo de 2007-2009, donde su gestión y labor lo llevaron a la contienda para ser candidato y ganar la elección por el municipio de Centro Municipio en el que se ubica la capital del estado Villahermosa, en el que se desempeñó como presidente municipal de enero de 2010 a diciembre de 2011, obteniendo durante su encargo el reconocimiento del FENAMM como mejor Alcalde de México, asimismo, por mejores prácticas en materia de transparencia y programas sociales.
Actualmente es el Coordinador General de Enlace Federal y Vinculación Institucional del Gobierno del Estado de Tabasco y representante del Gobernador de Tabasco ante la Conferencia Nacional de Gobernadores (CONAGO).